# Ácido 3-clorobenzoico
Ácido 3-clorobenzoico é o composto orgânico de fórmula química C7H5ClO2, um ácido carboxílico aromático clorado de massa molecular 156,566. É utilizado em síntese orgânica.

## Produção e síntese
É obtido como produto da reação de oxidação do 3-clorotolueno ou por hidrólise do cloreto de 3-clorobenzoíla.